# Échelle de temps
Une échelle de temps est un système de classement univoque des événements. Elle permet ainsi leur datation. Les calendriers sont des échelles de temps, tout comme le temps atomique international.

## Source
- Le lexique du métrologue sur le site du LNE-SYRTE
- Les échelles de temps sur le site de l'IMCCE